# Bartolomé José Gallardo
Bartolomé José Gallardo y Blanco (Campanario, Badajoz, 13 de agosto de 1776-Alcoy, Alicante, 14 de septiembre de 1852) fue un bibliógrafo, erudito y escritor español.

## Biografía

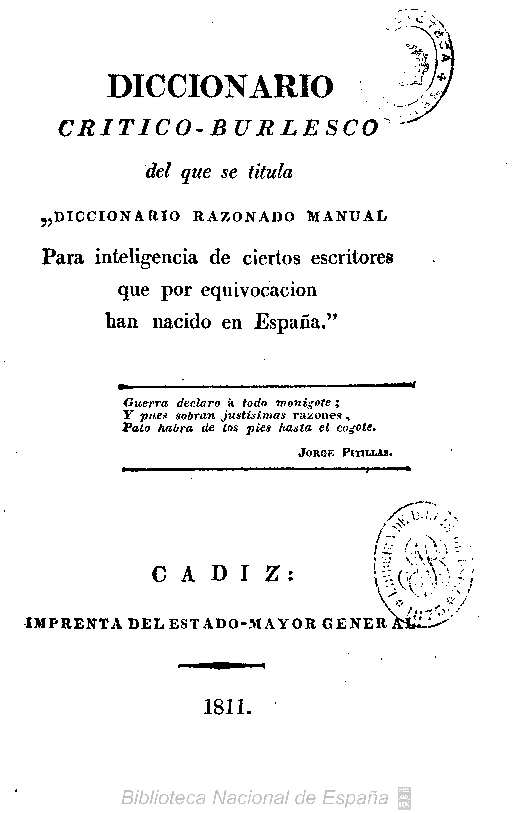
Frontispicio del Diccionario critico-burlesco de Bartolomé José Gallardo, Cádiz, Imprenta del Estado Mayor General, 1811. Biblioteca Nacional de España

Hijo de humildes labradores, estudió filosofía en Salamanca protegido por Juan María de Herrera, bibliotecario de la universidad, y por el obispo Tavira. Sin embargo, leyó activamente a los filósofos ilustrados del enciclopedismo francés. Especialmente le influyeron las ideas de John Locke y Condillac. En 1808 se sumó a los patriotas contra los franceses y anduvo arengando pueblos por su natal Extremadura. Las Cortes, reunidas en el oratorio de San Felipe Neri en Cádiz, le nombraron su bibliotecario.
En 1811 publicó el célebre Diccionario crítico-burlesco del que se titula Diccionario razonado manual, que es la sátira anticlerical más dura y difundida de la época de las Cortes de Cádiz y constituye una de las obras claves y más influyentes del anticlericalismo español de la primera mitad siglo XIX, solo comparable a otro texto del mismo estilo, Los lamentos políticos de un pobrecito holgazán de Sebastián de Miñano.  

Gallardo se esfuerza en las «Prevenciones» con que abre el Diccionario en declarar su religiosidad y su respeto hacia el clero. Para no dar pábulo a la duda termina esta especie de prólogo así: «Entendámonos: Y DIOS SOBRE TODO». Como los ilustrados y liberales gaditanos, considera necesaria la existencia de eclesiásticos y proclama su admiración hacia los virtuosos, «apoyo de la justa libertad». Pero no soporta el intento de sacralizar la sociedad ni la influencia sobre el pueblo del clero, ni su avidez de riquezas y lanza sus críticas sin distinciones o matizando tanto que casi da a entender que está viciado todo el cuerpo eclesiástico. Así, en la entrada «Cambia-colore», afirma que los clérigos, salvo algunos que son santos, hoy dicen lo contrario de lo que dijeron ayer y son «los grandes pecadores contra la patria». (...) Como es de esperar, la voz «Frailes» es la más dura. Los define como «peste de la república» y «animales inmundos» que despiden un olor especial, llamado «frailuno», inaguantable a los hombres, pero muy apetecido del otro sexo, en especial de las beatas, juicio éste que logrará notable fortuna entre los anticlericales españoles posteriores, incluso del siglo XX. La crítica de Gallardo alcanza a la religión, a pesar de sus declaraciones en sentido contrario y de la ambigüedad de sus palabras en muchas ocasiones. Del «Cristianismo» ofrece esta definición: «Amor ardiente a las rentas, honores y mandos de la Iglesia de Jesucristo. Los que poseen este amor saben unir todos los extremos y atar todos los cabos; y son tan diestros, que a fuerza de amar a la esposa de Jesucristo, han logrado el tener a su disposición dos tesorerías, que son la del arcaboba de la corte de España y la de los tesoros de las gracias de la corte de Roma.».

El Diccionario de Gallardo, del que se realizaron numerosas ediciones posteriores, era una réplica al Diccionario razonado manual para inteligencia de ciertos escritores que por equivocación han nacido en España, libro publicado sin nombre de autor pero escrito por Justo Pastor Pérez, que arremetía contra los seguidores de las ideas avanzadas que habían alcanzado gran predicamento entre los diputados constitucionales. El Diccionario burlesco fue denunciado por religiosos y su autor condenado en el Castillo de Santa Catalina, si bien se revisó su proceso y salió poco después absuelto.
En 1814, restablecido Fernando VII en el trono, Gallardo huyó de España junto a otros liberales y de Lisboa pasó a Bristol y desde allí a Londres. Allí compuso una durísima silva donde juzga a todos los reyes españoles, desde los Católicos hasta Fernando VII, denunciando su mediocridad, crueldad y poco valer y demostrando en esa tarea no escaso conocimiento de la historia de España. Le puso el mismo título que una obra de Manuel José Quintana, El panteón de El Escorial.
En 1820, restaurado el régimen liberal, volvió a España y recuperó su antiguo cargo de bibliotecario del Congreso de los Diputados. En 1823, al estallar en Sevilla un tumulto popular reaccionario, perdió sus escritos literarios, filológicos y bibliográficos, entre ellos una Historia del teatro español y un Diccionario de la lengua castellana con más de 150.000 papeletas. En 1834 fue elegido diputado por la provincia de Badajoz. En 1835 inició las ocho entregas de su serie El Criticón, importantes estudios sobre literatura española donde, entre otras cuestiones, rebatió la superchería de un presunto Buscapié compuesto por Miguel de Cervantes y que había sido encontrado y publicado por Adolfo de Castro y Rossi. Pasó sus últimos años en La Alberquilla, casa situada en una dehesa del mismo nombre próxima a Toledo, entre sus libros y consagrado a trabajos de erudición.
El número 2 de El Criticón. Papel volante de la Literatura y Bellas Artes se tituló Pasatiempo jovial sobre la oda del abate Reinoso a la muerte de Ceán Bermúdez (1835) en el que realizó una crítica despiadada del Examen de los delitos de infidelidad a la patria imputados a los españoles sometidos bajo la dominación francesa (1816) del Félix José Reinoso, una defensa de los afrancesados, de los que Gallardo era acérrimo enemigo. Lo calificó de «libro altamente ofensivo a la moral pública... quinta esencia del refinado mal saber de la pepinesca» (término con el que se refería a los que apoyaron al rey José I Bonaparte), «en un estilo fofo, relamido, simétrico, amanerado y fríamente declamador y cansino».
Su biógrafo fue Juan Marqués Merchán con su obra Don Bartolomé José Gallardo: Noticia de su vida y escritos (Madrid, 1921). Otros estudios son los de Antonio Rodríguez-Moñino, Don Bartolomé José Gallardo (1776-1852): estudio bibliográfico (Badajoz, UBEx, 1994).

## Obra
Fiel a sus orígenes, fue un liberal republicano y anticlerical hasta el fin de sus días, bibliófilo apasionado y un bibliómano (se le acusó frecuentemente de ladrón de libros). Literariamente le atrajo el Romanticismo y cultivó un estilo algo amanerado a causa de su amor por los arcaísmos y las antigüedades castizas del lenguaje. Se destacó como periodista satírico ya durante el periodo de las Cortes de Cádiz y compuso numerosos folletos (se han contado por lo menos unos noventa) para atacar a los políticos tradicionalistas o amantes de las componendas.
Su mayor aportación a los estudios bibliográficos españoles es su Ensayo de una biblioteca española de libros raros y curiosos, obra que se comenzó a publicar en 1863 con los materiales que Gallardo dejó a su muerte y que fueron ordenados por José Sancho Rayón y Manuel Remón Zarco del Valle. De este Ensayo aparecieron cuatro volúmenes, los dos últimos dirigidos por Marcelino Menéndez Pelayo (Madrid, Imprenta y Estereotipia de M. Rivadeneyra; Imprenta y Fundición de Manuel Tello, 1863-1889. Existe una edición facsímil publicada en 1968 por la editorial Gredos. La publicación de los materiales inéditos en un "Tomo quinto del Ensayo de una Biblioteca española de libros raros y curiosos de Bartolomé José Gallardo" fue proyectada en 2004 bajo la dirección de Víctor Infantes de Miguel).
Bartolomé José Gallardo ejerció un poderoso influjo sobre la crítica literaria de su tiempo, especialmente sobre Agustín Durán y Cayetano Alberto de la Barrera; en este terreno valoró sobre todo la fundamentación histórica del conocimiento de la literatura. También compuso numerosas poesías, de carácter satírico o de tipo fundamentalmente lírico, como la tempranamente romántica Blanca flor.